# 周茂元
周茂元，五代十国南汉官员，周傑之子。
周茂元在南汉知司天監事，他生下后就聪明異常，能繼承父志，世传其學。在南汉高祖时，官至司天少監。後主劉鋹归降北宋，周茂元跟從，担任宋朝的司天監丞，后去世。其子周克明，精通曆律、天官、五行、讖緯和三式風雲龜筮之書，隨父至宋。開寶年间担任司天六壬，历任臺主簿、監丞、春官正。